# Johan I. van der Leede
Johan I. (van Arkel) van der Leede (* 1205; † nach 1255) war ein holländischer Edelmann aus dem Geschlecht der Herren van Arkel. Er führte die Titel eines Herren von Schoonhoven, Herren von Polsbroek und den eines Herren Ter Leede.
Johan wurde als Sohn des Herren Floris Herbaren van der Leede und der Asekijn van Schoonhoven. Von seinem älteren Bruder Herbaren II. van der Leede van Arkel erbte er die Herrlichkeiten Ter Leede und Polsbroek, via seiner Mutter die von Schoonhoven. Urkundlich wurde er im Jahre 1247 als Herr von Schonhooven erwähnt; er schenkte den Einwohnern des damaligen Dorfes Schoonhoven das Recht, einen Hafen anzulegen. Für sich selbst ließ er sich ein Schloss erbauen. Noch im selben Jahr schloss er mit der Stadt Dordrecht einen Vertrag ab. Seinen Schwiegersohn Frederik, Herr von Zevender belehnte er mit nordöstlich des Ortes gelegenen Landgütern. Verheiratet war Johan mit einer noch unbekannten Edeldame, mit der er die Tochter Jutta van der Leede hatte. Diese war mit einem Grafen von Tecklenburg oder mit einem Bentheimer Grafen verheiratet. 
| Vorgänger                            | Amt                          | Nachfolger                                     |
| ------------------------------------ | ---------------------------- | ---------------------------------------------- |
| Herbaren II. van der Leede van Arkel | Herr Ter Leede 1234–1255     | Folpert und Pelgrim van der Leede als Regenten |
| Herbaren II. van der Leede van Arkel | Herr von Polsbroek 1232–1255 | Folpert und Pelgrim van der Leede als Regenten |

| Personendaten    | Personendaten                                 |
| ---------------- | --------------------------------------------- |
| NAME             | Leede, Johan I. van der                       |
| ALTERNATIVNAMEN  | Leede, Johan I. van Arkel van der             |
| KURZBESCHREIBUNG | Herr von Schoonhoven, Ter Leede und Polsbroek |
| GEBURTSDATUM     | 1205                                          |
| STERBEDATUM      | nach 1255                                     |